# Cristo llevando la cruz

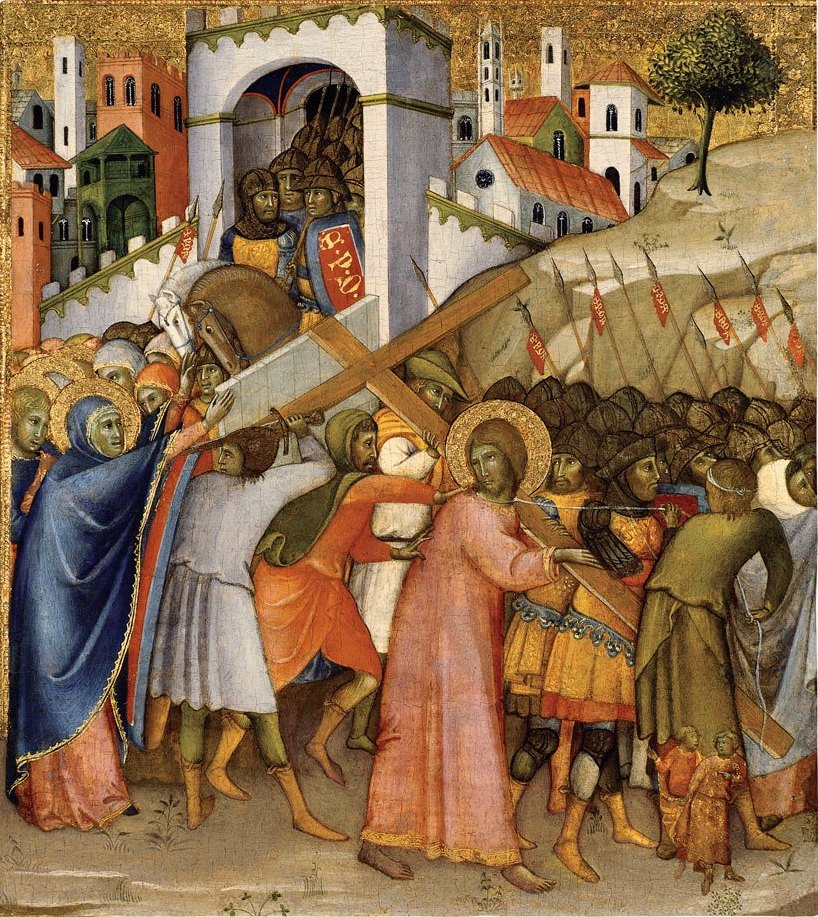
Camino del Calvario, de Andrea di Bartolo, ca. 1400. Los personajes nimbados, a la izquierda, representan a la Virgen y a las Tres Marías.

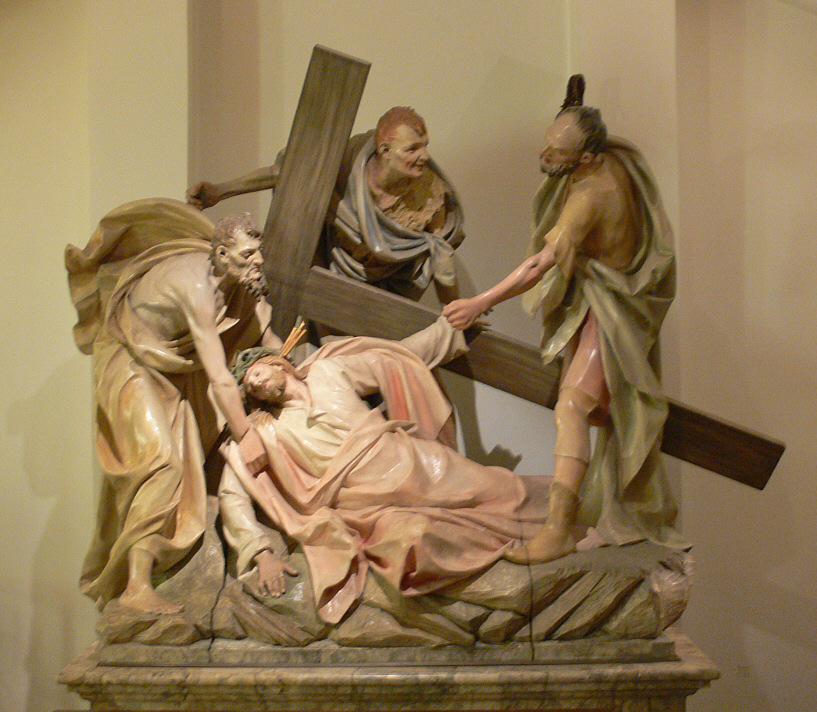
Jesús cae por segunda vez, de una estación del Vía Crucis (Alemania,).

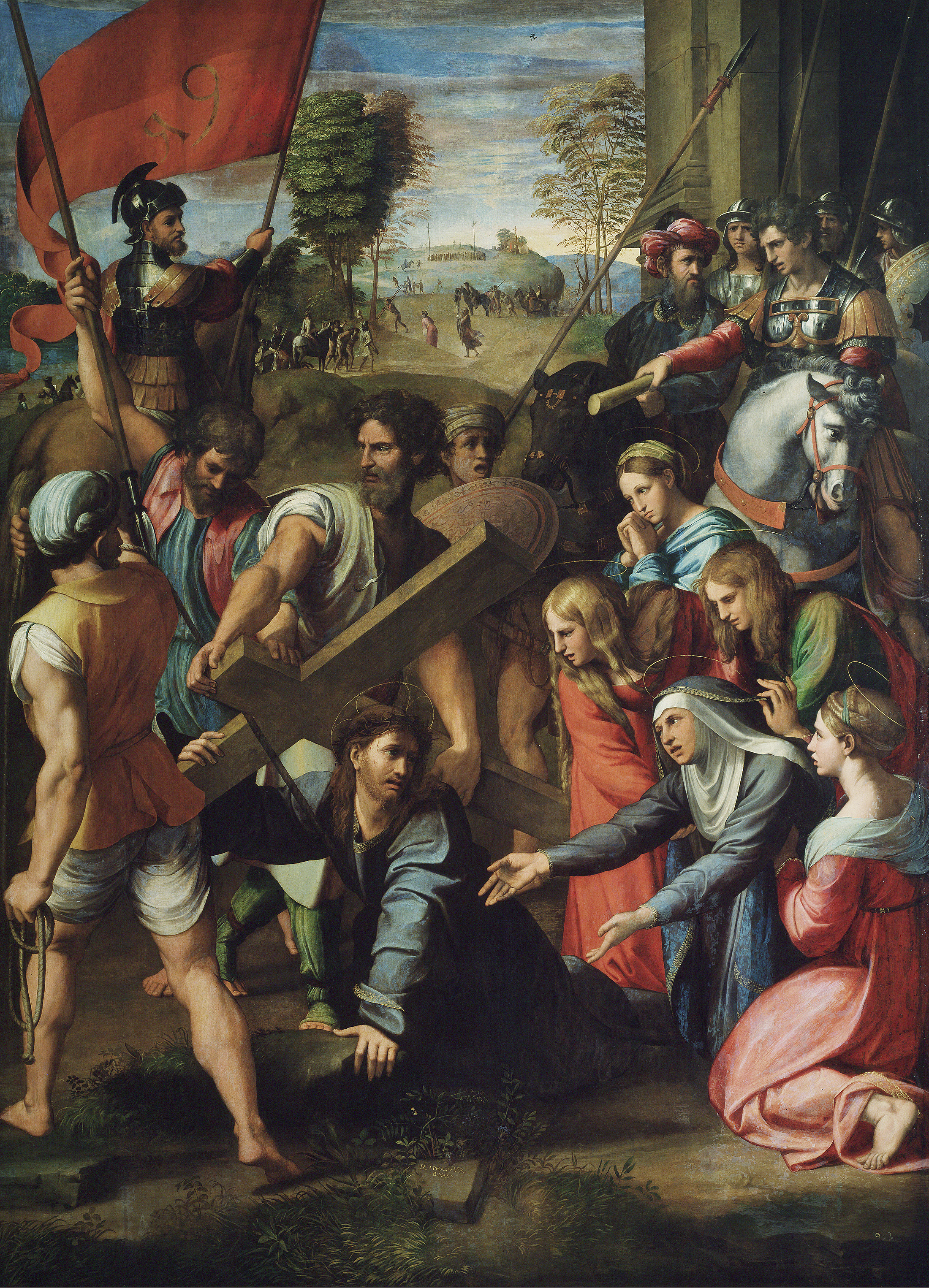
El llamado Pasmo de Sicilia, de Rafael Sanzio, 1516–1517.

Cristo llevando la cruz es un episodio evangélico y tema artístico muy frecuente en la devoción y el arte cristiano, denominado también de muchas otras formas (Jesús o Cristo portando la cruz o su cruz -con mayúsculas en la mayor parte de la bibliografía-, cargando la cruz, con la cruz a cuestas o al hombro, etc.) Es parte del ciclo de la Pasión de Cristo y del Via Crucis, y contiene muchos episodios que pueden ser objeto de tratamiento artístico por separado o bien representarse conjuntamente (el Cirineo, la Verónica, las caídas, etc.)
Los episodios anteriores son los relacionados con el juicio de Cristo y los posteriores son los relacionados con la crucifixión.

## Devoción y tema evangélico
La tradición devocional del Vía Crucis incluía las llamadas "estaciones de la cruz" que, en su versión tradicional, de la segunda a la novena corresponden con Cristo llevando la en su último camino (quizá la actual Via Dolorosa), que le llevó del "palacio de Pilatos" o pretorio romano (quizá la Torre Antonia) hasta las afueras de Jerusalén, donde se encontraba el monte Calvario o Gólgota: 
- Jesús carga con la cruz.
- Jesús cae por primera vez.
- Jesús se encuentra con su madre.
- Simón de Cirene ayuda a cargar la cruz.
- Verónica limpia el rostro de Jesús.
- Jesús cae por segunda vez.
- Jesús se encuentra con las hijas de Jerusalén.
- Jesús cae por tercera vez.

La primera estación era la condena de Jesús por Pilatos, y las estaciones décima a duodécima las que tienen lugar ya en el Calvario (desde el Expolio). La moderna versión del Vía Crucis ha reducido el camino del Calvario a las estaciones séptima (Jesús carga la cruz), octava (Jesús es ayudado por Simón el Cirineo a llevar la cruz) y novena (Jesús consuela a las mujeres de Jerusalén).
El episodio evangélico aparece en los cuatro evangelios canónicos (Mateo 27:31-33, Marcos 15:20-22, Lucas 23:26-32 y Juan 19:16-18).

## Iconografía
En los primeros siglos del arte medieval se solía representar no tanto a Cristo sino a Simón de Cirene llevando la cruz. Desde entonces crece mucho la complejidad de la escena representada. En la pintura bizantina se representa típicamente a Jesús caminando con las manos atadas, y un soldado tirando de la cuerda, mientras que el Cirineo carga con la cruz. En algunas representaciones muy tempranas, Jesús y Simón Cirineo llevan juntos la cruz.

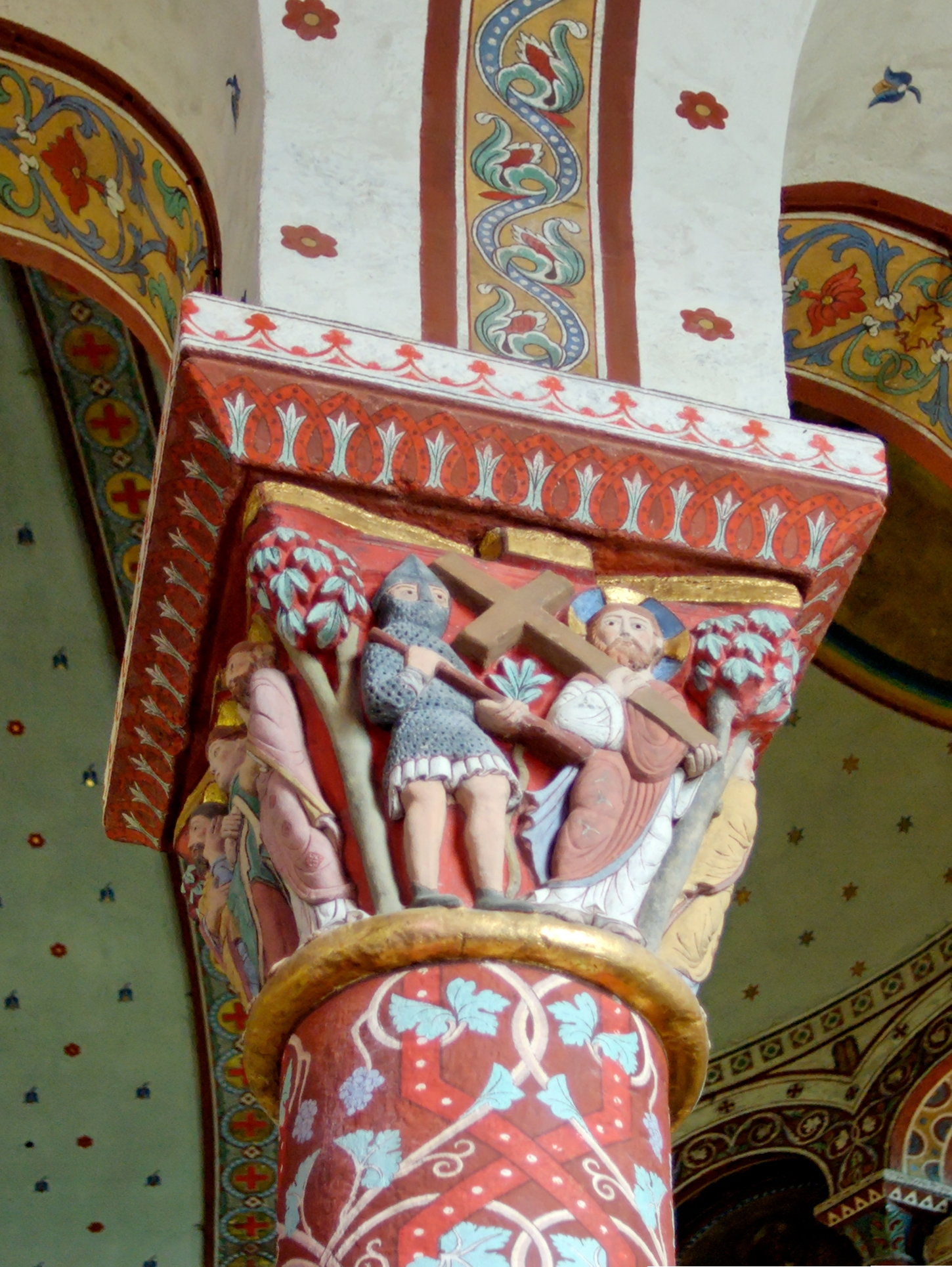
Capitel románico del siglo XII (repintado en el XIX).
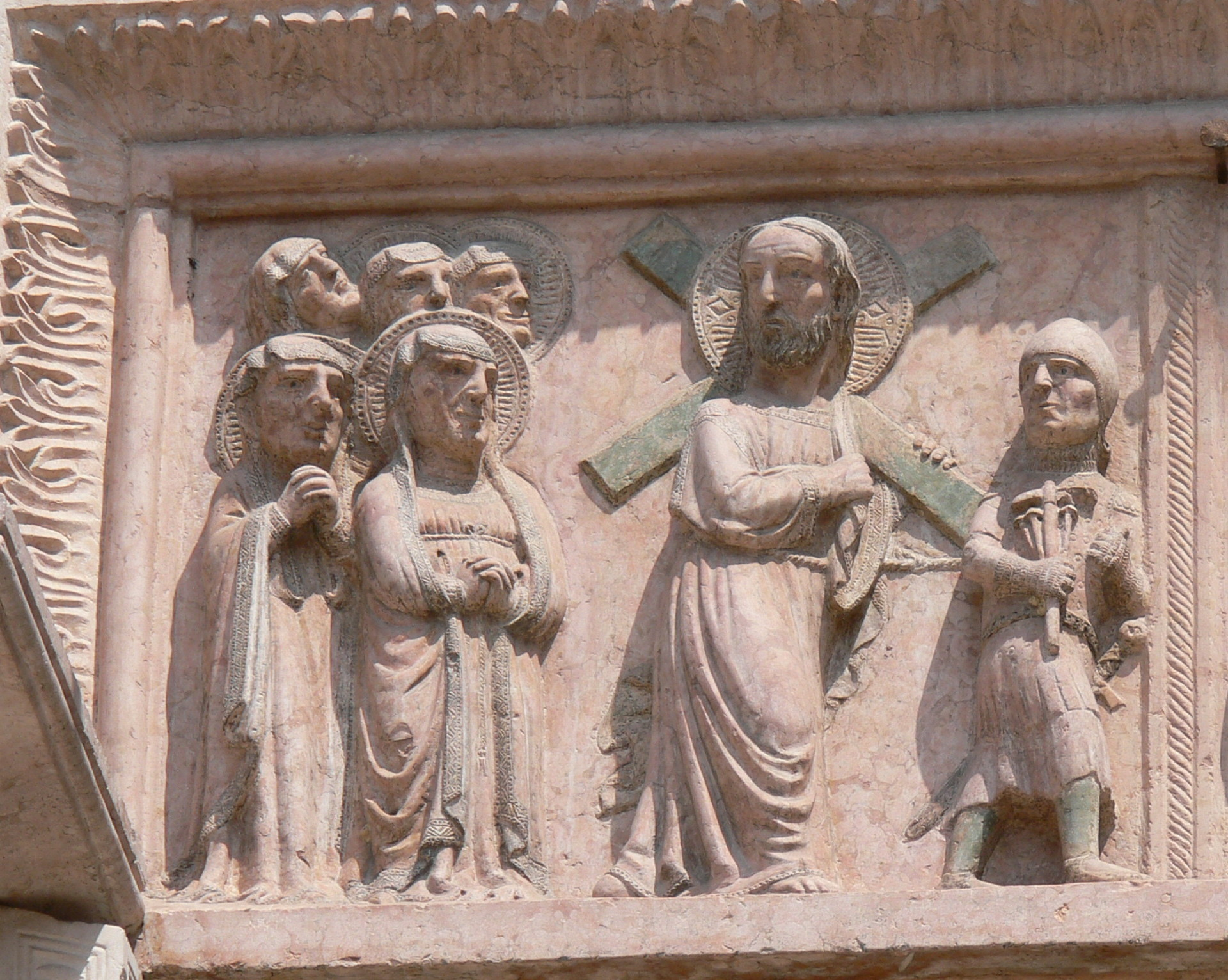
Iglesia de Santa Anastasia (Verona), siglo XIV.
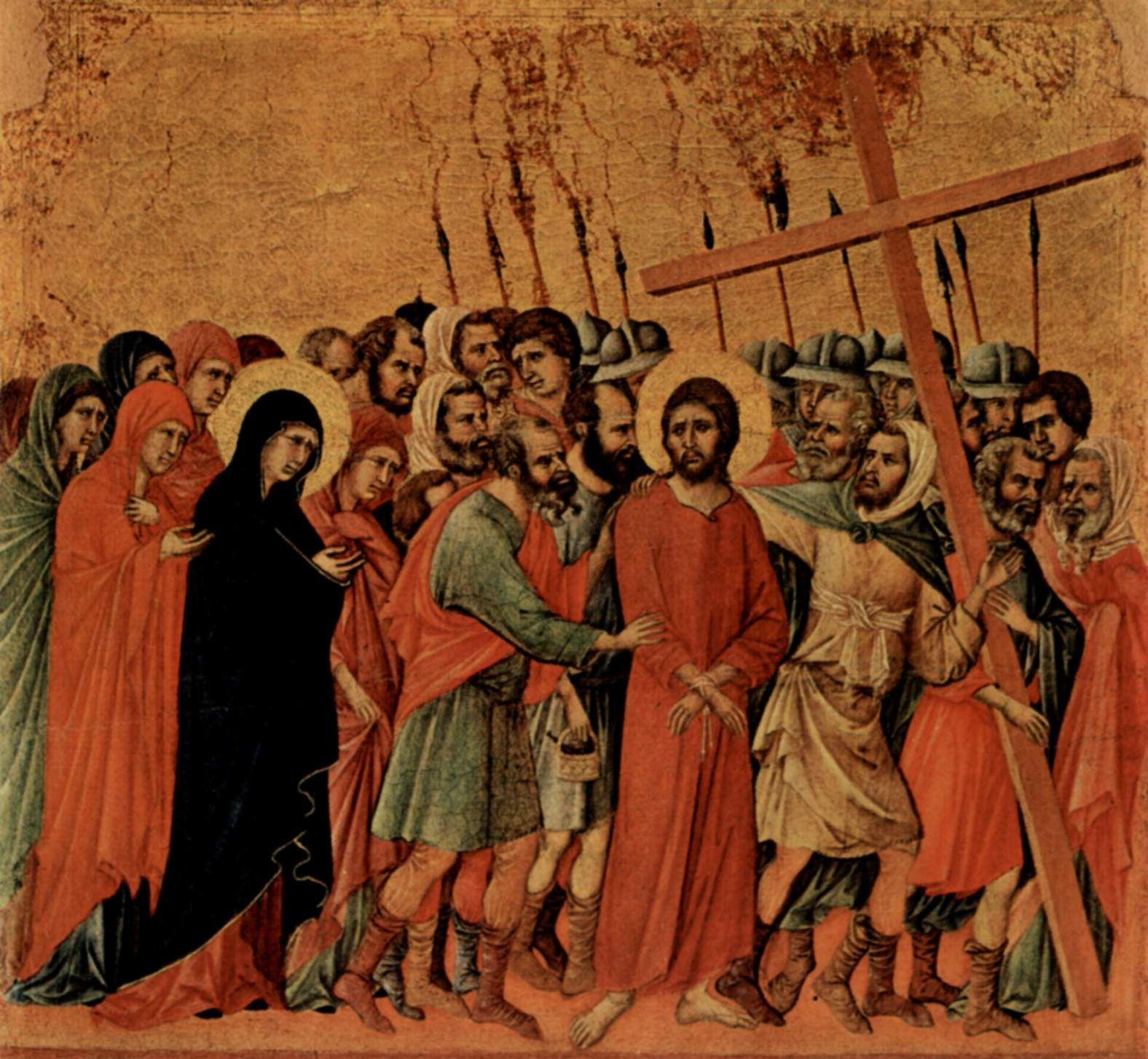
Retablo de la catedral de Siena, de Duccio di Buoninsegna (1308-1311).
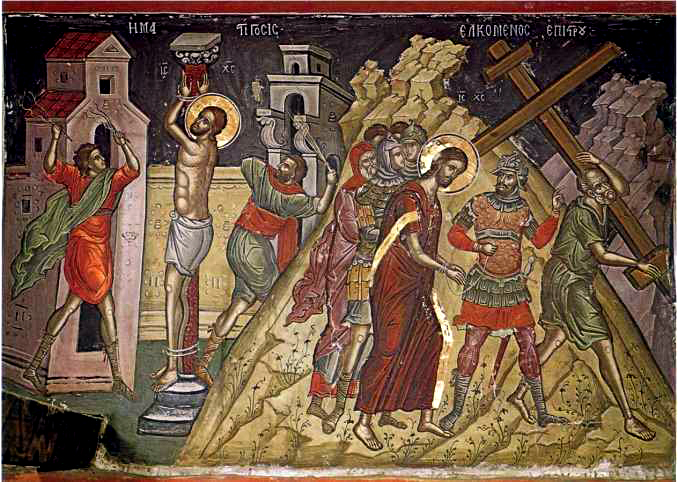
Teófanes el cretense (siglo XVI).

Al final de la Edad Media, posiblemente por influencia de las representaciones dramatizadas de la Pasión, se pasó a representar a Cristo rodeado de una gran multitud cuyos rostros muestran todo tipo de sentimientos, desde la ferocidad hasta el dolor, pasando por la burla, la aceptación o la indiferencia. Tal tradición culmina en la Procesión al Calvario de Pieter Bruegel el Viejo (1564), cuya complejidad ha inspirado una particular versión cinematográfica (The Mill and the Cross, Lech Majewski, 2011).

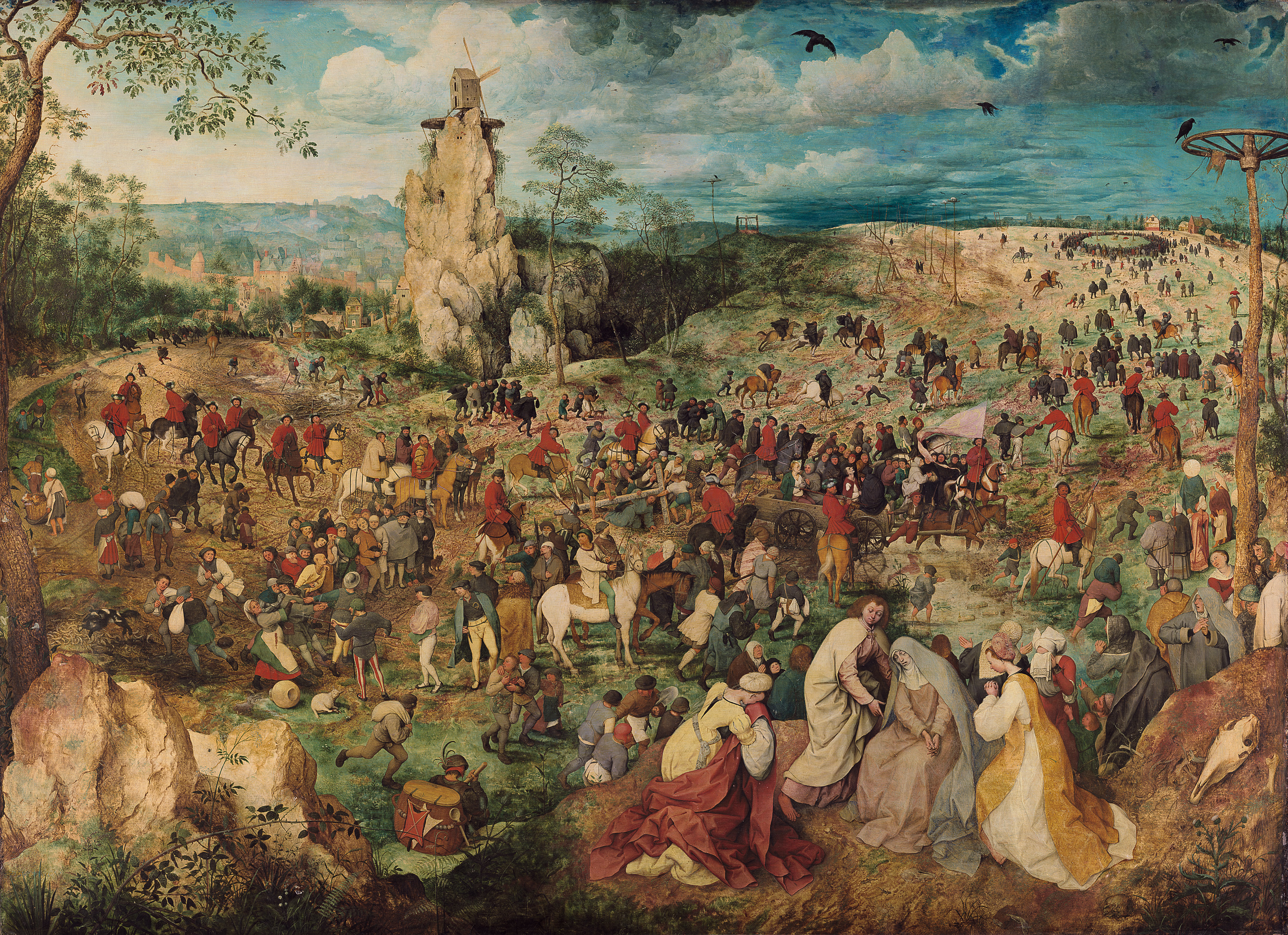
Procesión al Calvario, Pieter Bruegel el Viejo (1564).

En los primeros ejemplos de este tema artístico, el peso de la cruz no parece representarse como una gran carga, mientras que en la Baja Edad Media sí se insiste en ello, haciendo arrastrar su parte inferior por el suelo, al igual que se intensifica la representación del sufrimiento de Cristo. También se hace más habitual que aparezca la cabeza de Jesús con la corona de espinas, mientras que antes no.

Cristo llevando la cruz y un donante dominico, Barna da Siena, 1330–1350.
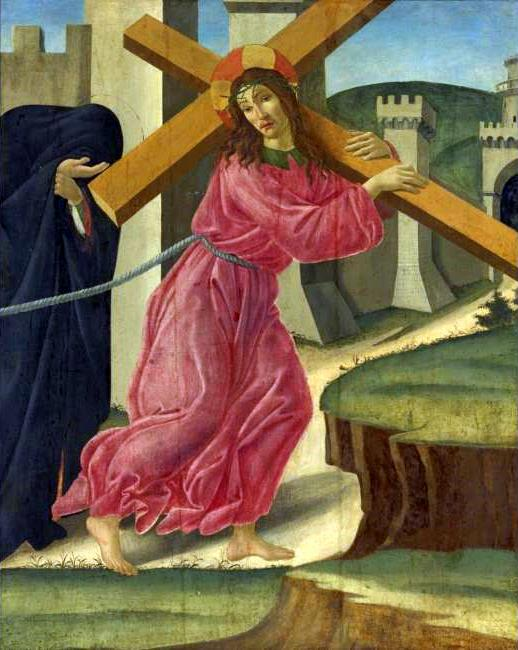
Sandro Botticelli, 1490–91
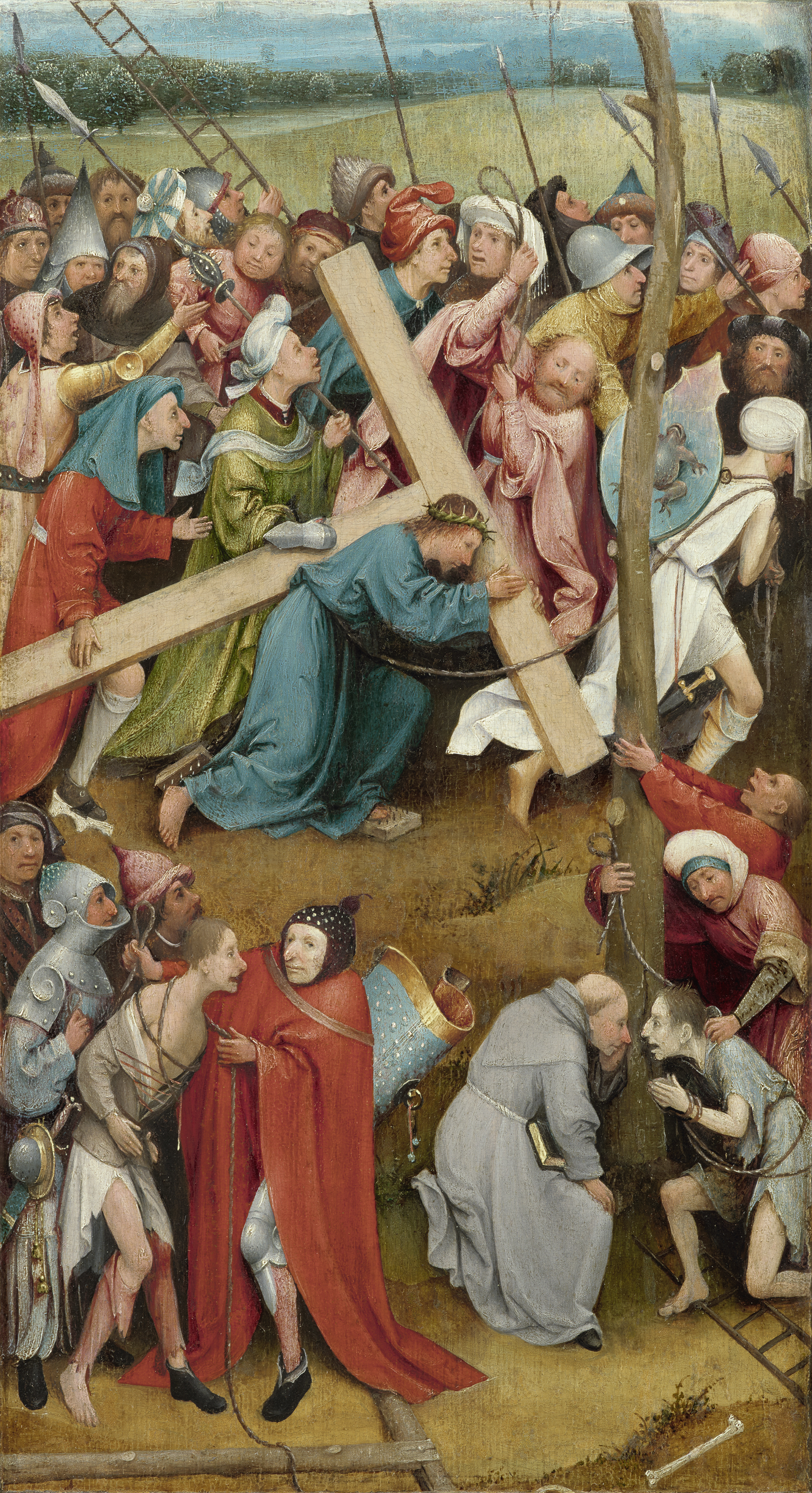
Cristo con la Cruz a cuestas (El Bosco, Viena). Realizó otras versiones.<ref>Cristo con la Cruz a cuestas (El Bosco, Gante). Cristo con la Cruz a cuestas (El Bosco, Madrid). Christ Carrying the Cross at Web Gallery of Art. Fuente citada en Christ Carrying the Cross (Bosch, Madrid)
- Retablo mayor de la Catedral de Toledo.
- Retablo de los llamados "de Amberes".
- Retablo del Museo de Dijon.
- Felipe Bigarny, deambulatorio de la Catedral de Burgos.
- Niklaus Weckmann (1520).[12]

Algunos ejemplos primitivos representan únicamente a Cristo cargando la cruz, como Barna da Siena (1330-1350, Frick Collection); tipología que se continúa en el Renacimiento y el Barroco con encuadres más centrados en la mitad superior de la figura (Norte de Italia, desde 1490). En contraste con ello, la mayor parte de los denominados andachtsbilder, el sufrimiento de Cristo se plasma de forma más evidente en las escenas más complejas, que incluyen una multitud hostil. A medida que los trípticos y otras formas de retablo se hicieron populares, la escena pasa a ocupar el panel izquierdo, reservando el panel central para una Crucifixión y el panel derecho para una escena posterior, como el Descendimiento, el Entierro de Cristo o la Resurrección para el panel derecho.

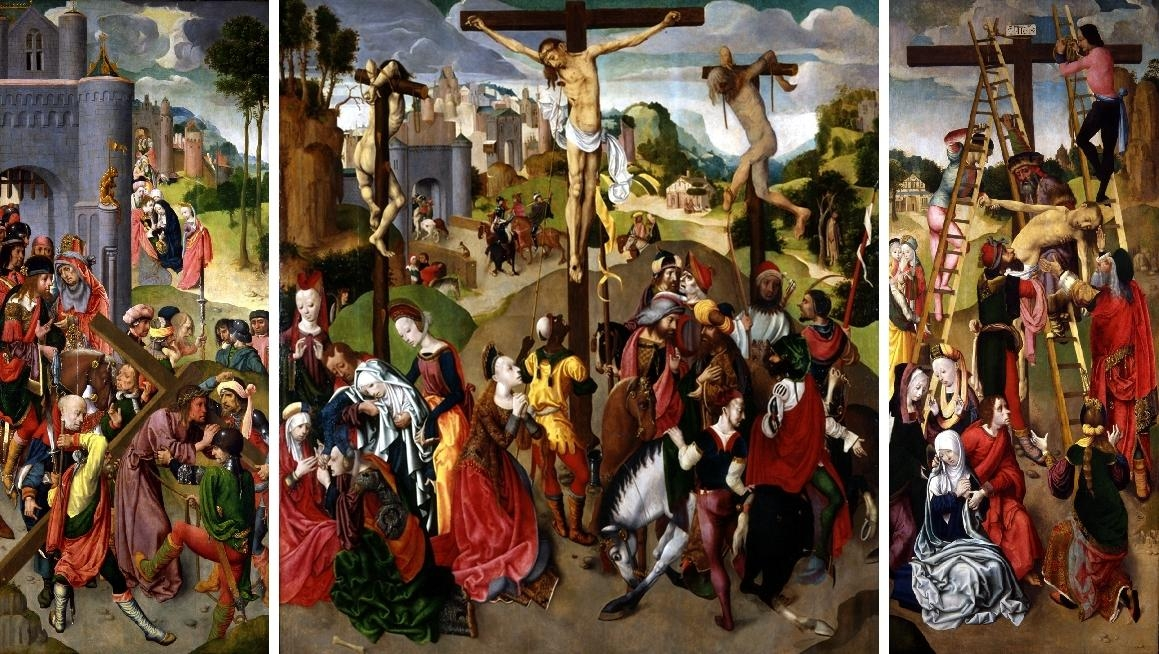
Tríptico del Maestro de la Virgo inter Virgines, c. 1495.

Desde 1500, con el Renacimiento pleno, y luego con el Manierismo, el tema pasa a ser elegido como escena única para las pale italianas, seleccionando escenas concretas, como la de Verónica o el desmayo de la Virgen (Lo Spasimo del Virgine), introducción moderna no referida explícitamente en las Escrituras.

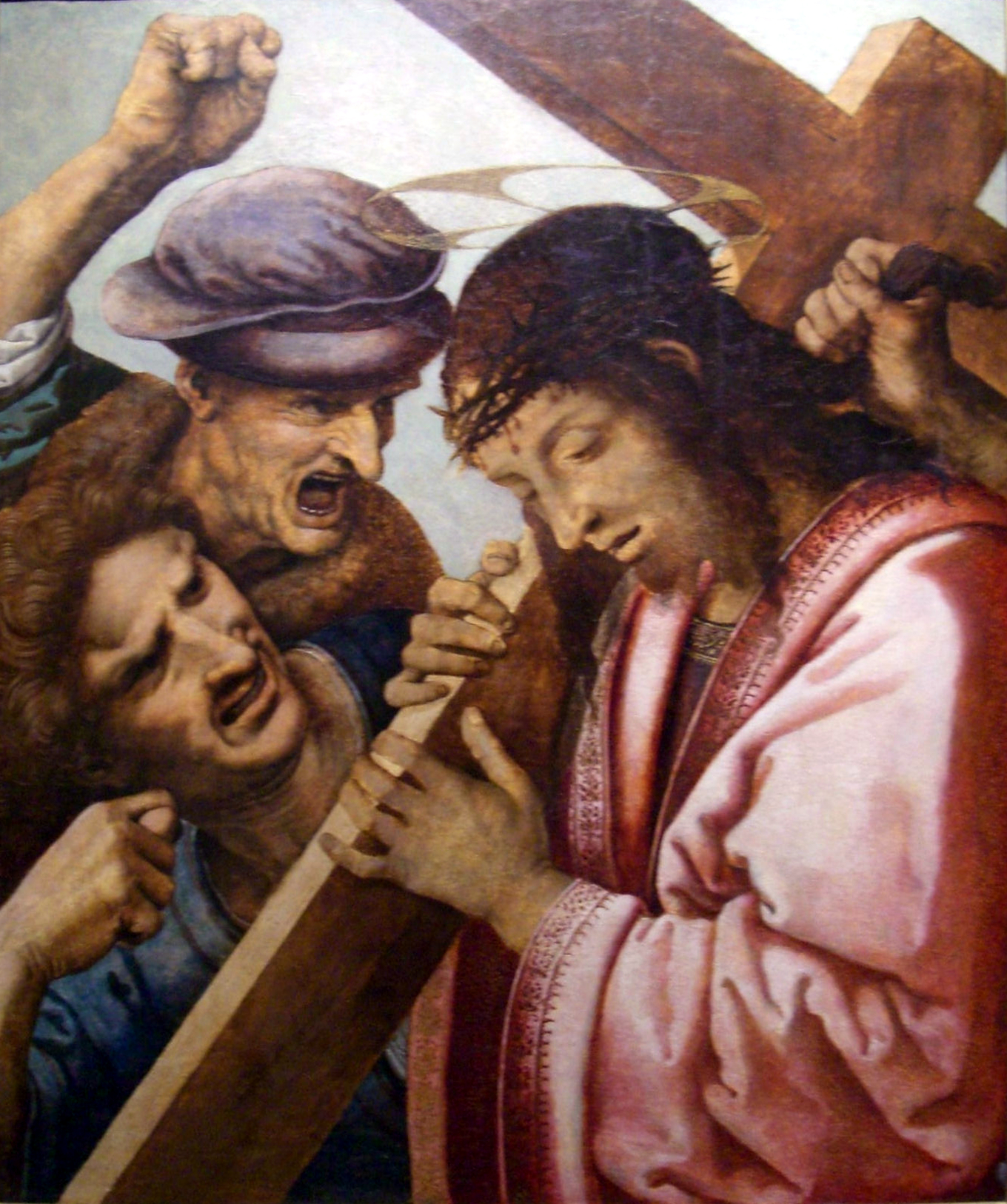
Leonardo da Vinci (1500).
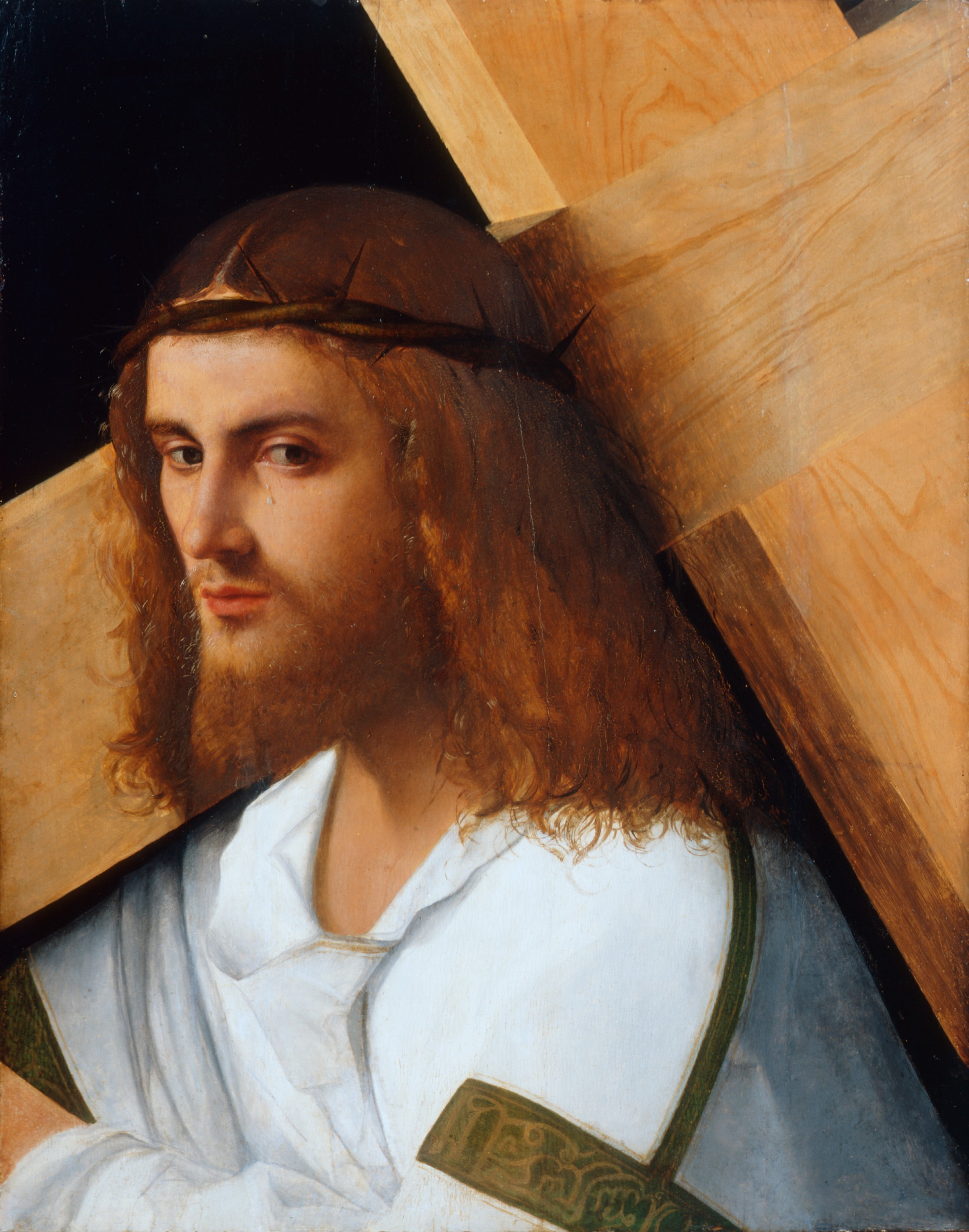
Círculo de Giovanni Bellini (ca. 1505)
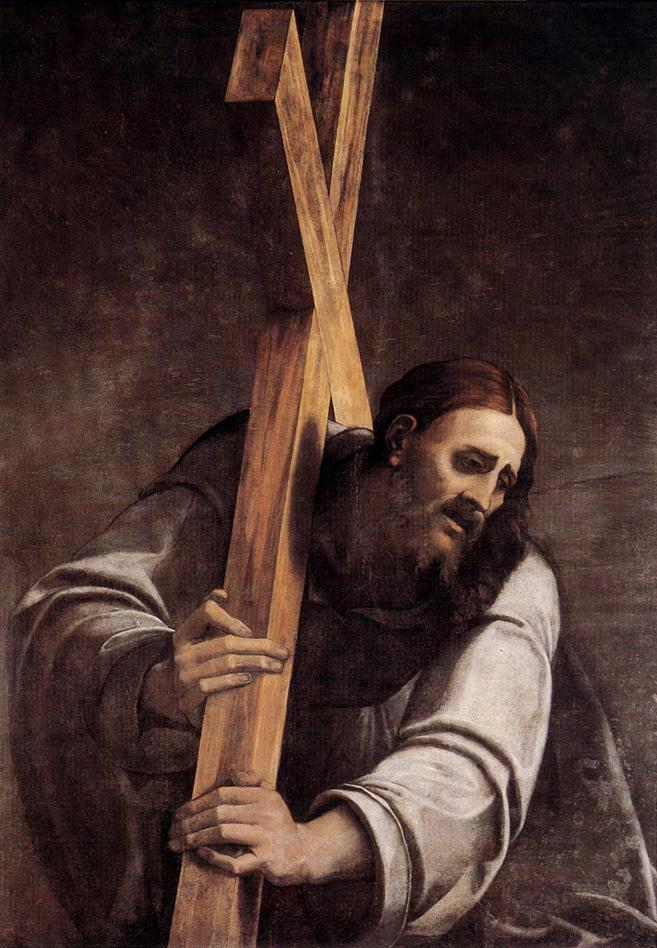
Sebastiano del Piombo (hay otras versiones).
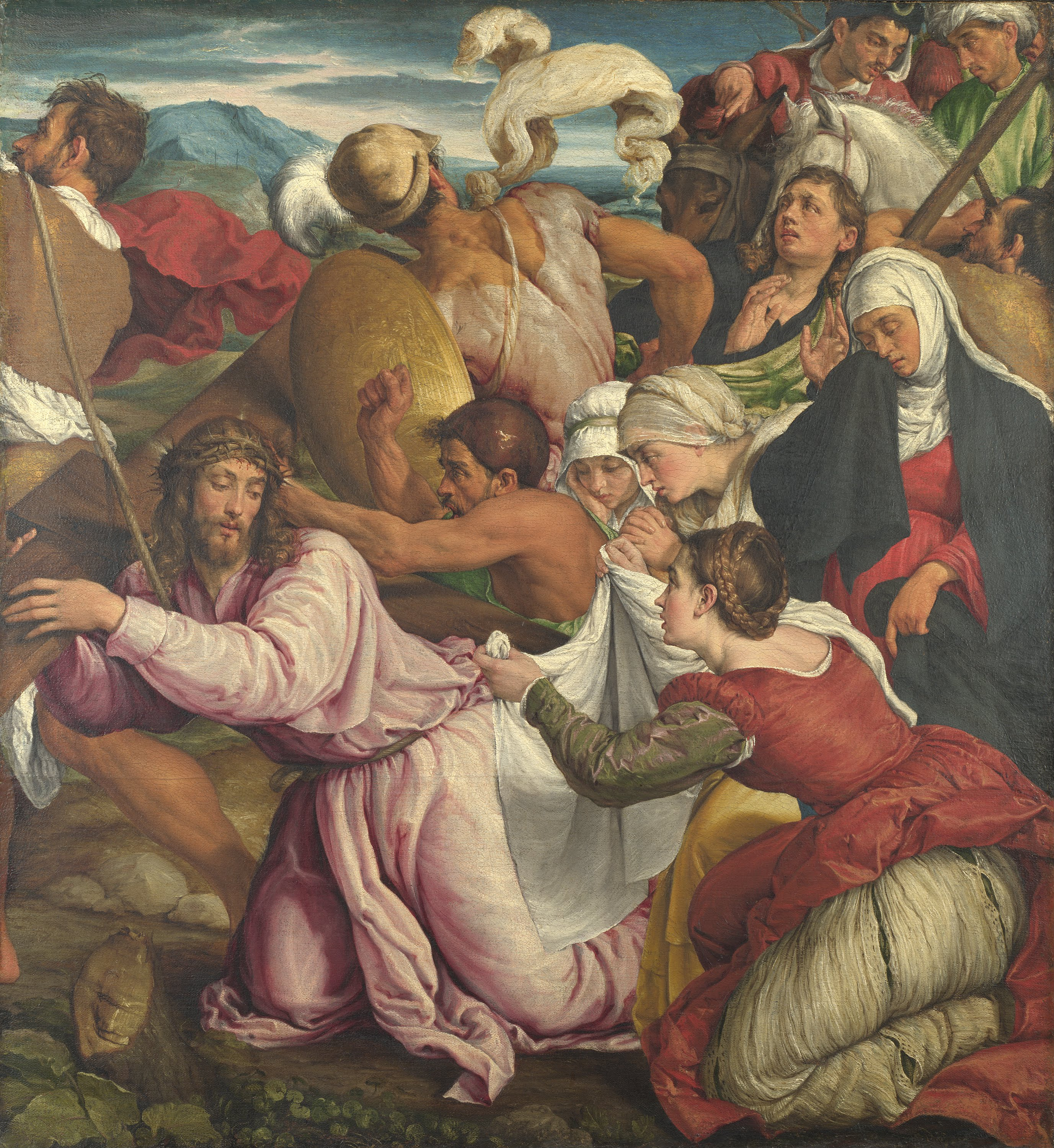
Jacopo Bassano.
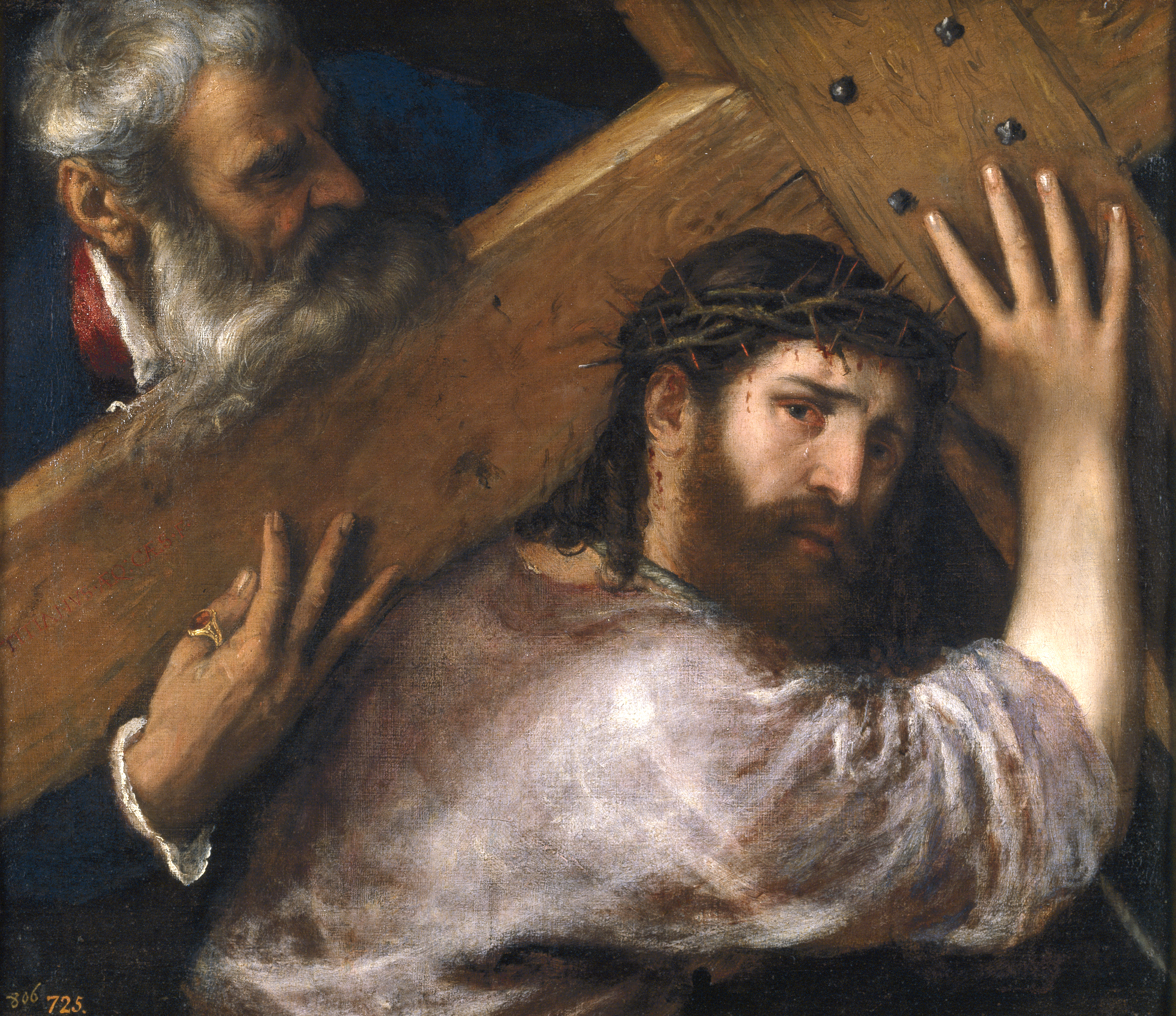
Tiziano, ca. 1565 (realizó otras versiones).
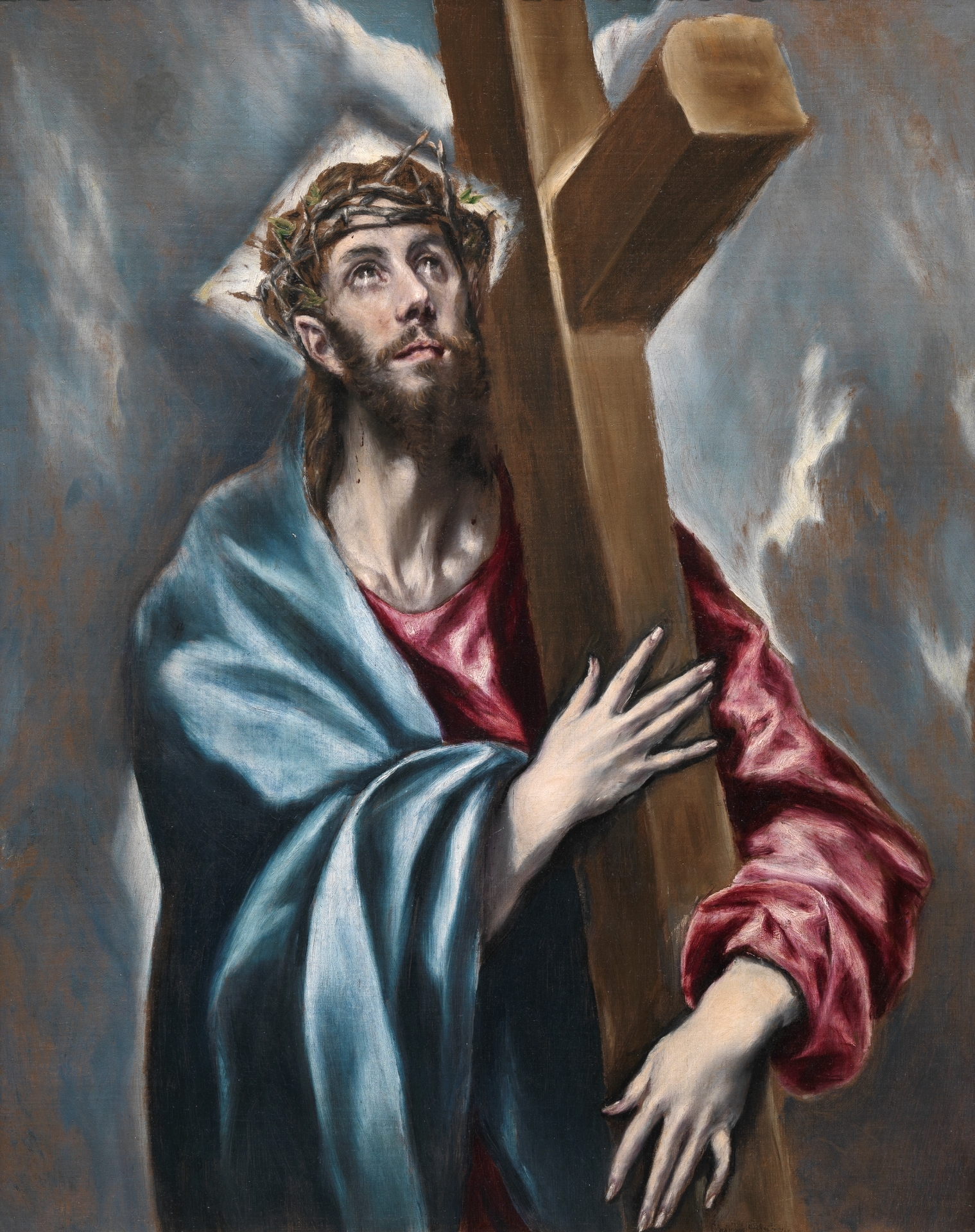
El Greco, ca. 1600-1605 (realizó otras versiones).

El tema se siguió tratando en el Barroco.

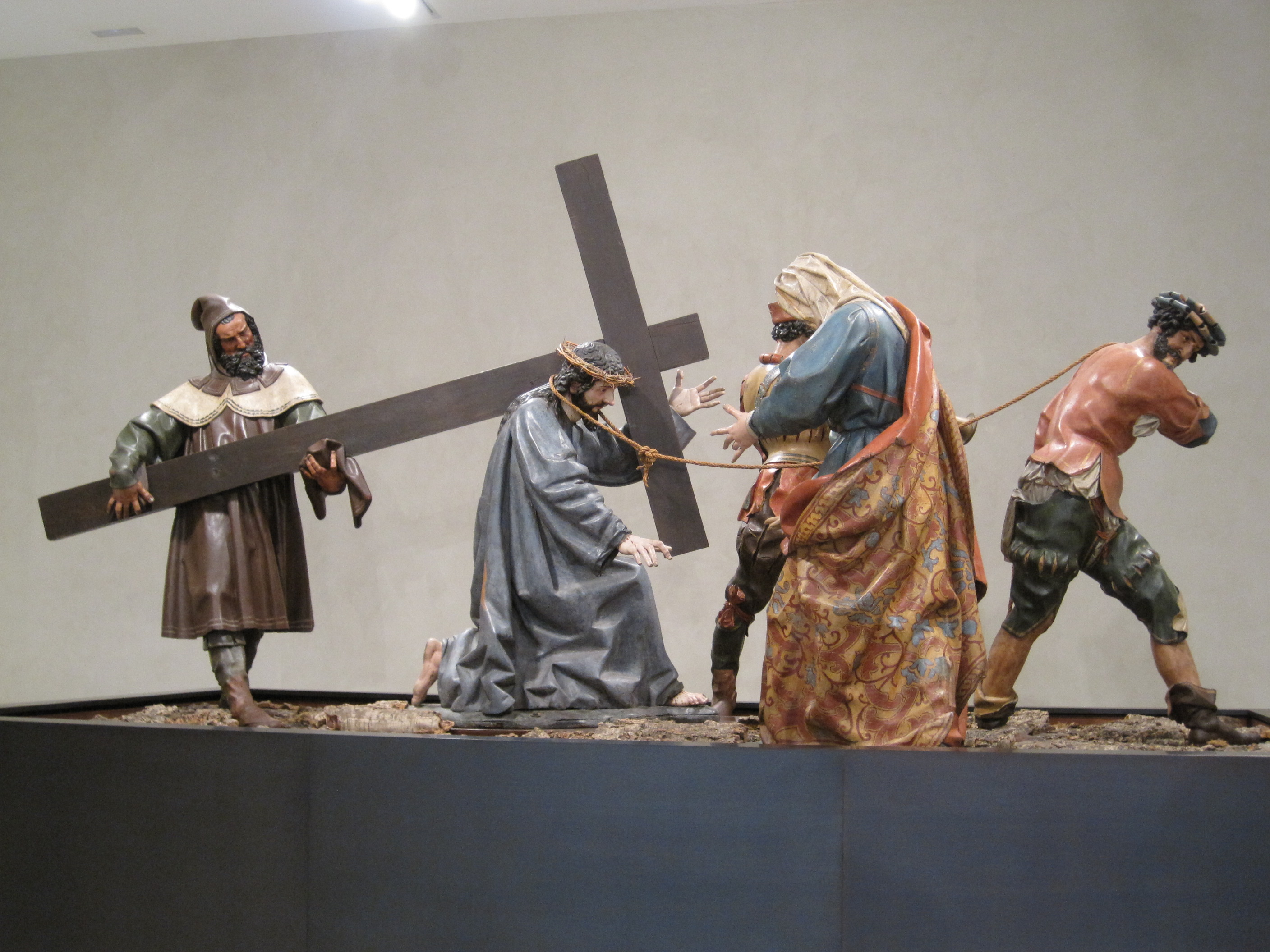
Pedro de la Cuadra y Gregorio Fernández (1610-1614)
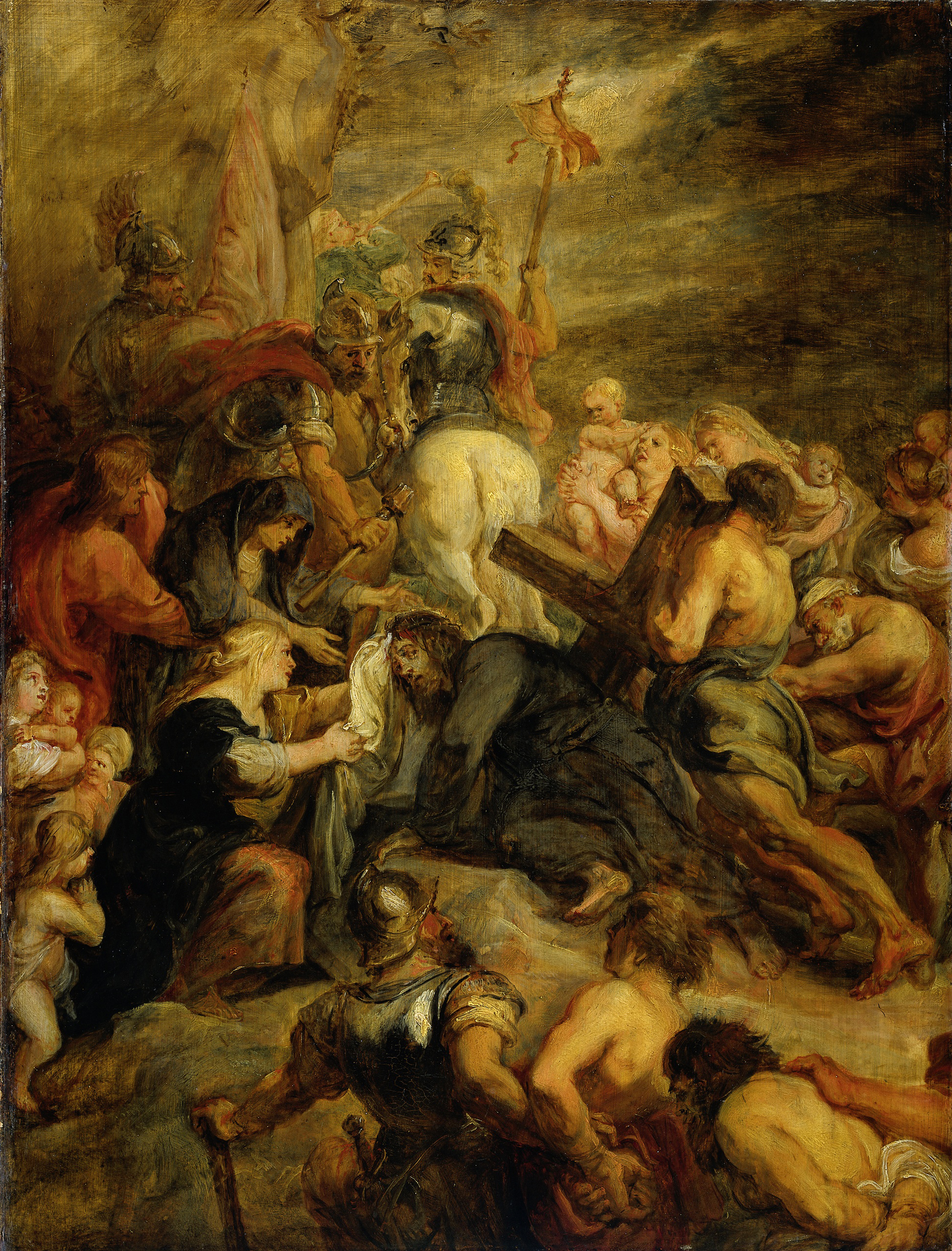
Rubens (1634).
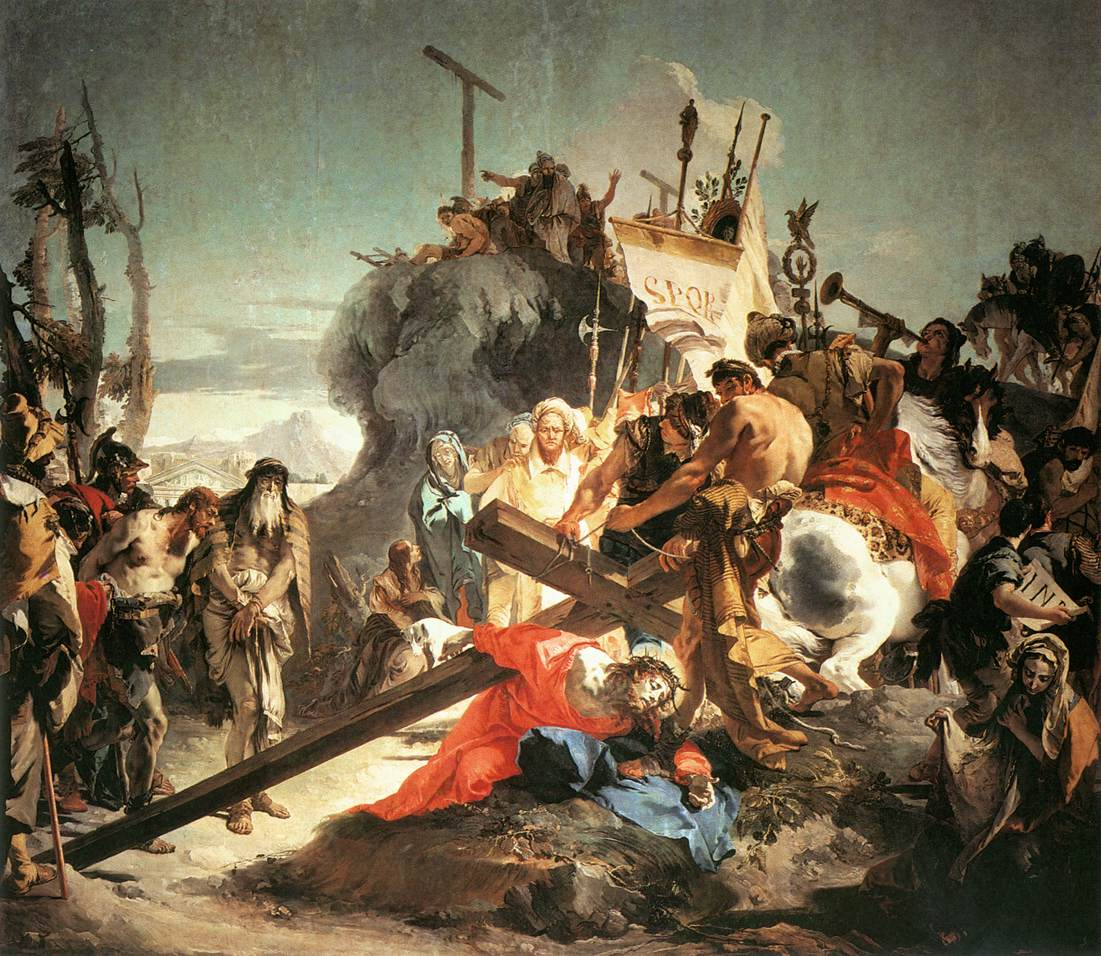
Tiepolo (1737).
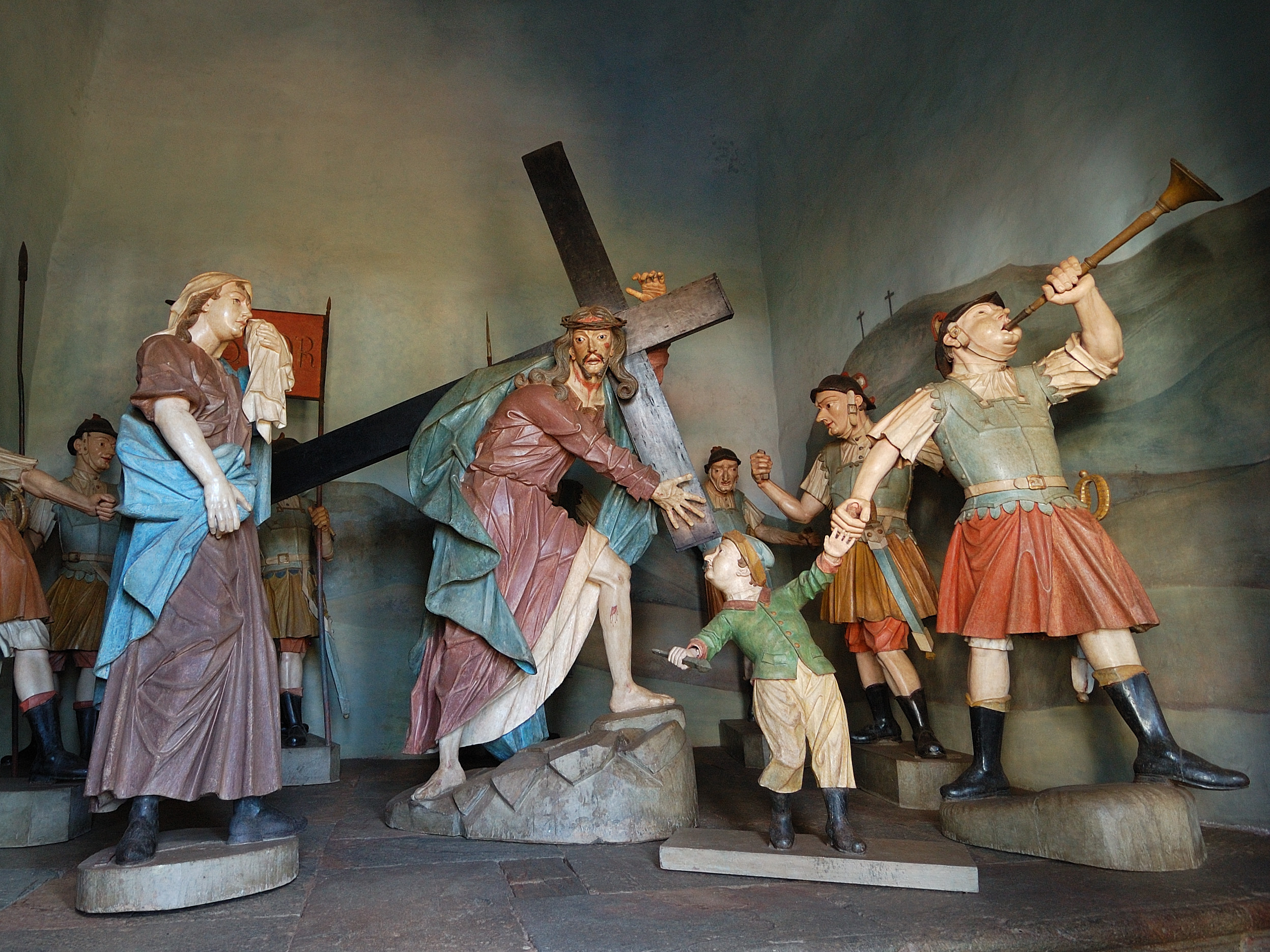
Aleijadinho (1780–1790)

Arte contemporáneo.

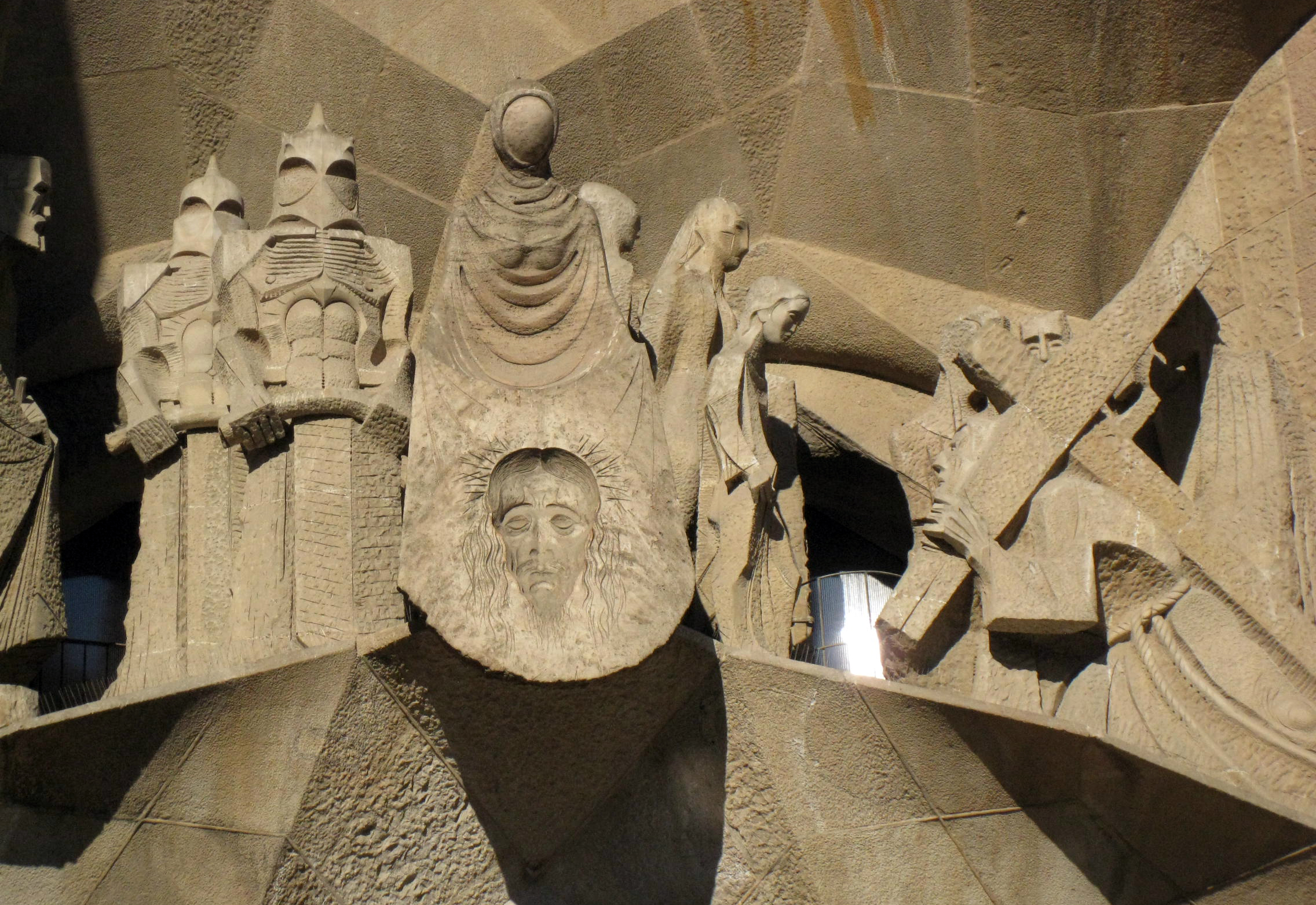
Fachada de la Pasión de la Sagrada Familia de Barcelona, de Josep Maria Subirachs.